# Mer de Glace
Ne doit pas être confondu avec La Mer de glace.
Vous lisez un « article de qualité » labellisé en 2016.
La Mer de Glace est un glacier de vallée des Alpes situé sur le versant septentrional du massif du Mont-Blanc, dans le département français de la Haute-Savoie en région Auvergne-Rhône-Alpes. Il est formé par la confluence du glacier du Tacul et du glacier de Leschaux et s'épanche dans la vallée de Chamonix, sur le territoire de la commune de Chamonix-Mont-Blanc, donnant naissance à l'Arveyron. Le glacier s'étend sur sept kilomètres de long, son bassin d'alimentation possède une longueur maximale de douze kilomètres et une superficie de 40 km2, alors que son épaisseur atteint 300 mètres.
Au XVIIe siècle, le glacier, qui descend jusque dans la vallée et menace des habitations sous l'effet d'une crue glaciaire, est craint par la population, si bien que seule sa langue terminale est connue, sous le nom de glacier des Bois. Alors terminé par une grotte naturelle, il fait l'objet de nombreuses peintures. Son nom actuel lui est attribué en 1741 par William Windham lors de l'exploration qu'il mène avec son compatriote britannique Richard Pococke. Deux décennies plus tard, Horace Bénédict de Saussure, futur instigateur de la première ascension du mont Blanc, réalise plusieurs observations du glacier et charge Marc-Théodore Bourrit de le promouvoir. Il contribue ainsi à l'essor du tourisme alpin et à la venue de nombreuses personnalités des lettres ainsi que de l'aristocratie ; des scientifiques y mènent des expériences au XIXe siècle. Pour les abriter, trois refuges, de plus en plus grands et confortables, sont successivement construits au Montenvers. Au début du XXe siècle, le chemin de fer du Montenvers, au départ de Chamonix, voit le jour. Au milieu du siècle, une grotte de glace est creusée pour la première fois dans la Mer de Glace. En raison du succès de l'attraction, un téléphérique est mis en service en 1961 pour y accéder, puis remplacé par une télécabine en 1988. Depuis 1973, une centrale hydroélectrique souterraine exploite les eaux de fonte du glacier.
Quasiment un million de visiteurs se rend chaque année au Montenvers pour contempler la Mer de Glace. En période de pointe, la moitié d'entre eux visitent la grotte de glace. Trois musées se situent également sur le site. La descente à ski est possible depuis l'aiguille du Midi en hiver. Le recul du glacier, mesuré depuis les années 1860, provoque une perte d'épaisseur de 120 mètres en un siècle dans sa partie terminale. Il entraîne des difficultés d'accès à la grotte de glace, où de plus en plus de marches sont nécessaires pour rejoindre la télécabine, ce qui entraîne son démantellement et la construction d'un nouvel appareil en amont ; il en va de même pour le captage de la centrale hydroélectrique en 2011.

## Toponymie
En 1741, deux explorateurs britanniques, William Windham et Richard Pococke, décident depuis Genève de partir à la découverte des « glacières de Savoye ». La région a encore une réputation de sauvagerie et le glacier est mal connu. De Chamonix, ils se rendent au Montenvers après quatre ou cinq heures de marche. À la vue du glacier, Windham tente une description : « Il faut s'imaginer un lac agité d'une grosse bise et gelé d'un coup. » C'est ainsi qu'est baptisée la Mer de Glace,. Cette appellation est reprise dès l'année suivante par le Genevois Pierre Martel, en visite à Chamonix. Elle est même appliquée à d'autres glaciers, en particulier en Suisse.
Avant cette date, la plupart des habitants de la vallée ne connaissent que la langue terminale, nommée glacier des Bois, du nom du hameau de Chamonix où elle s'arrête,, ou parfois glacier de Montanvert.

## Géographie

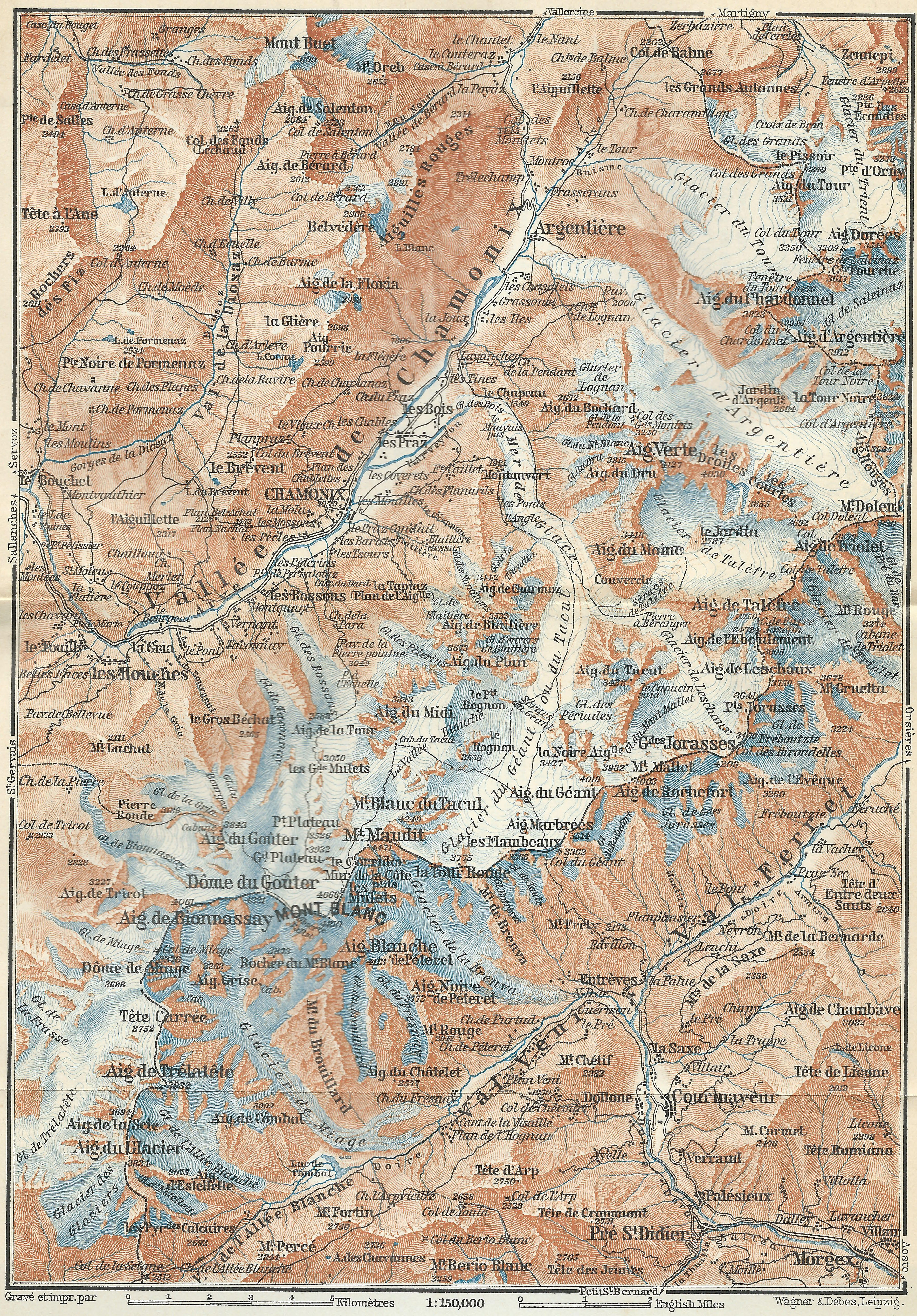
Carte du massif du Mont-Blanc datant de 1892.

### Situation
La Mer de Glace est située dans le Sud-Est de la France, dans la région Auvergne-Rhône-Alpes et le département de la Haute-Savoie, sur la commune de Chamonix-Mont-Blanc. Elle se trouve à 70 kilomètres à l'est d'Annecy et 80 kilomètres à l'est-sud-est de Genève. Elle fait partie du massif du Mont-Blanc. Son bassin d'alimentation est frontalier de l'Italie, au sud, de l'arête nord-est du mont Maudit à l'ouest jusqu'aux Petites aiguilles de Triolet (3 806 m) à l'est. Elle est dominée, sur sa rive gauche, par les aiguilles de Chamonix et, sur sa rive droite, par le chaînon de l'aiguille Verte. Son torrent exutoire, l'Arveyron, est l'un des principaux tributaires de l'Arve, un affluent du Rhône.

### Caractéristiques physiques

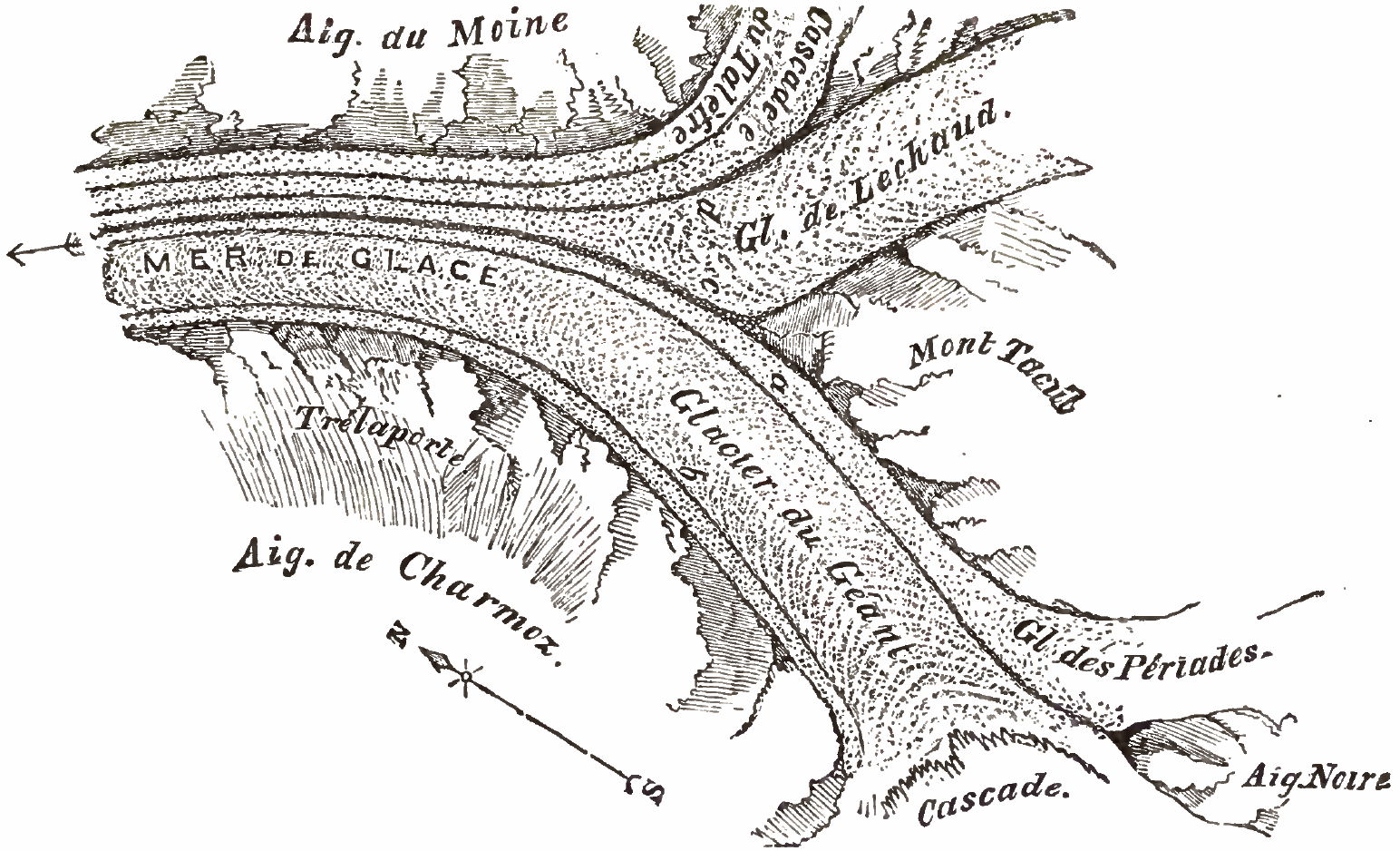
Plan de la Mer de Glace selon John Tyndall en 1857.

La Mer de Glace, à proprement parler, se trouve en aval de la confluence du glacier du Tacul au sud-ouest et du glacier de Leschaux au sud-est, située à environ 2 130 mètres d'altitude au pied nord-ouest de l'aiguille du Tacul (3 444 m). Elle est longue de sept kilomètres environ jusqu'à son front glaciaire situé à environ 1 500 mètres d'altitude. Son bassin d'alimentation s'étend sur 40 km2 et possède ainsi une longueur maximale de douze kilomètres jusqu'à la partie supérieure du glacier du Géant à plus de 3 600 mètres d'altitude,, à l'est du mont Blanc du Tacul (4 248 m). Ces dimensions font du complexe de la Mer de Glace le troisième plus important glacier des Alpes en superficie, après le glacier d'Aletsch (86,63 km2) et le glacier du Gorner (59,73 km2) et le cinquième plus long puisqu'il est devancé par les glaciers du Grosser Aletsch (23,95 km), de Fiesch (15,35 km), du Gorner (13,50 km) et de l'Unteraar (12,95 km), situés en Suisse. Le glacier de Talèfre rejoignait celui de Leschaux peu avant la partie amont de la Mer de Glace mais ne conflue plus depuis les années 1930.
Au niveau de la zone d'accumulation du complexe glaciaire, en amont de la Vallée Blanche, l'épaisseur du manteau neigeux avoisine huit mètres à la fin de l'hiver. En dessous de 4 000 mètres d'altitude, il fond superficiellement dès le début de l'été et l'eau, en s'infiltrant, réchauffe la neige dont les cristaux se transforment en névé, celui-ci représentant six mètres d'épaisseur à la fin de l'été. Année après année, pendant quinze ans environ, les couches successives de névés deviennent plus denses sous leur propre poids et finissent par se transformer en glace compacte vers trente mètres de profondeur. L'épaisseur de glace est de 150 mètres environ. Les séracs et la ligne des névés, où la glace nue apparaît à la fin de l'été vers 2 800 mètres d'altitude, marquent la transition avec la zone d'ablation, c'est-à-dire le point où le bilan annuel de la fonte devient plus important que celui de l'accumulation.

Vue aérienne de la Mer de Glace en 1909 avec les bandes de Forbes bien dessinées.

La vitesse d'écoulement de la Mer de Glace est de 120 mètres par an dans sa partie supérieure et de 90 mètres par an dans sa limite inférieure. Les déformations engendrées provoquent des crevasses, des séracs et des bandes de Forbes : ce sont une alternance de stries en forme de chevron dont les pointes sont orientées vers le bas, les bandes claires correspondant à un franchissement hivernal du verrou du glacier du Géant, avec un remplissage de neige, et les bandes foncées à un franchissement estival avec accumulation de débris minéraux et de poussières d'origine éolienne,. Elles sont au nombre de 55 paires en 1995, sur une longueur de six kilomètres correspondant à une cinquantaine d'années d'écoulement. Au niveau de la tête de Trélaporte et de l'aiguille du Moine, la topographie de la vallée dicte la formation des moulins, en un endroit précis du glacier, où s'engouffrent chaque été les bédières, avant que son propre écoulement les entraîne progressivement vers l'aval. L'eau, à l'intérieur du glacier, rejoint par ces conduits sa rive droite sans atteindre le fond où la pression est trop importante, sauf au niveau de sa langue terminale où l'épaisseur est inférieure à cent mètres et où se forme un torrent sous-glaciaire. À partir des Échelets, à 1 900 mètres d'altitude sous les Drus, l'épaisseur du glacier passe de 300 mètres à 180 mètres au Montenvers en une distance de seulement 1 600 mètres. Les moraines des glaciers des Périades et de Leschaux, en se rejoignant, forment le long de la Mer de Glace une veine noire qui charrie des blocs jusqu'au front glaciaire. S'ils donnent un aspect rocheux au glacier, ils lui offrent une couverture qui le protège du rayonnement solaire, créant parfois des tables glaciaires. En revanche, les fines pellicules de poussières accélèrent la fonte en captant la chaleur.
À l'aval des moulins, le profil « en U » de la vallée glaciaire change pour adopter une forme « en V ». Cette évolution est due à la géologie, le granite faisant place au gneiss, ce dernier ayant une structure litée qui favorise un débitage en plaques. En bordure du glacier se trouvent des roches moutonnées, notamment sous le Montenvers, aux rochers des Mottets qui ont été surmontés par la glace lors des périodes de forte progression du glacier et sont visibles depuis Chamonix.

### Évolution

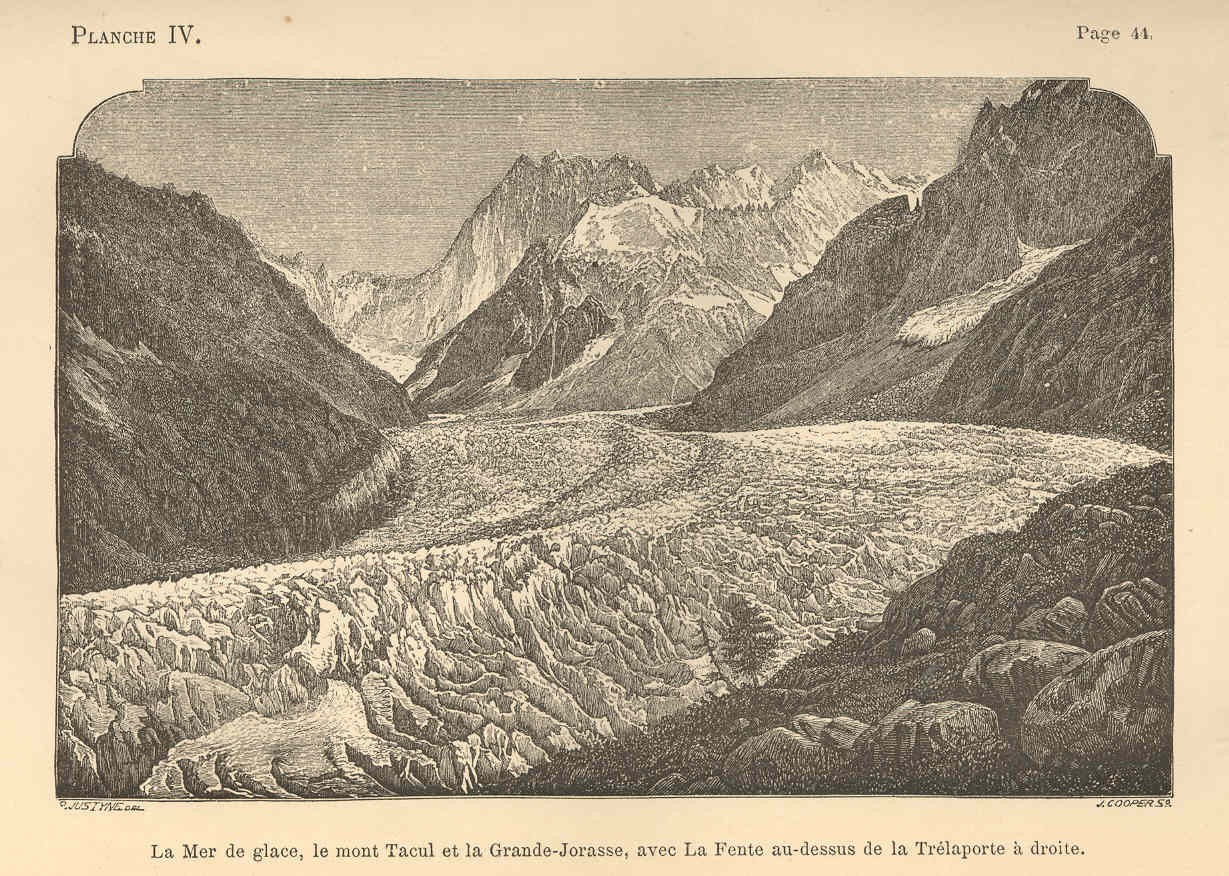
Représentation de la Mer de Glace en 1876.

La Mer de Glace prend naissance après la fonte de la calotte de glace qui recouvrait les Alpes lors de la dernière glaciation, et en particulier après la disparition du glacier de l'Arve qui couvrait toute la vallée. Cette individualisation se termine au Bölling-Alleröd (11700 à 10700 av. J.-C.), une période où les températures sont déjà pratiquement aussi chaudes que maintenant. La plus grande récurrence de la Mer de Glace se produit juste après lors de l'oscillation froide du Dryas récent (10700 à 9700 av. J.-C.) où les températures baissent à nouveau de 4 à 5 °C. Cette progression se fait alors dans un lac proglaciaire qui occupait le fond de la vallée de Chamonix. Elle descend jusqu'au niveau du village des Tissourds où se trouvent les restes de la moraine frontale résultant de cette avancée. À cette époque, elle est rejointe pour la dernière fois par le glacier d'Argentière mais leur progression n'est pas assez forte pour leur permettre de rejoindre le glacier des Bossons. Une deuxième avancée de moindre ampleur est localisée au niveau des Praz et correspondrait à une courte période froide vers 9300 av. J.-C. Depuis lors, les oscillations thermiques n'ont pas dépassé 2 °C.

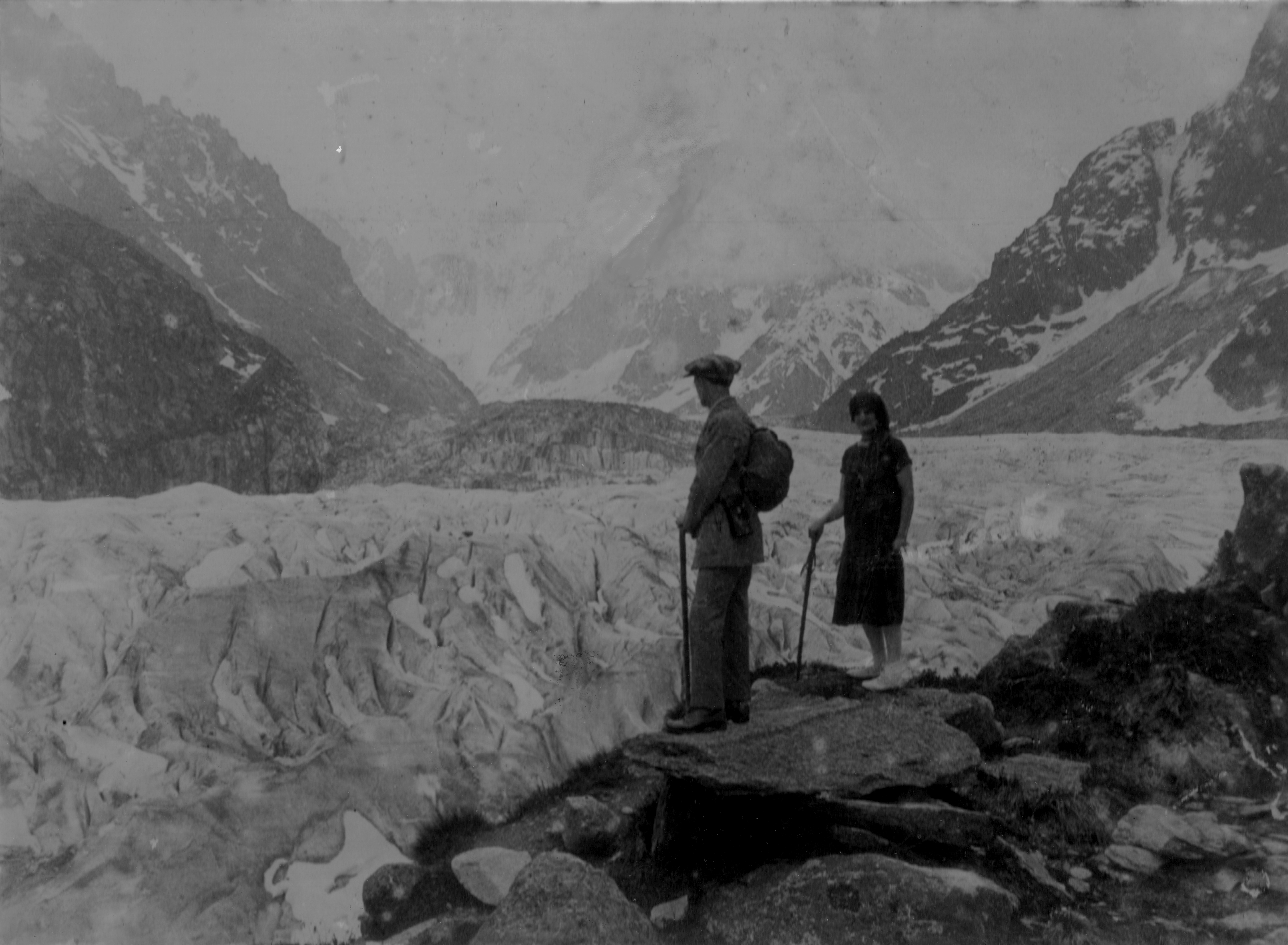
Vue de la Mer de Glace depuis la gare du Montenvers en juin 1926.

Le glacier reste assez court pendant la plus grande partie de l'Holocène. L'optimum climatique est atteint dès 5000 à 6000 av. J.-C. dans une ambiance assez sèche. Par rapport au front de 2011, la Mer de Glace est alors en retrait de trois kilomètres et n'est plus alimentée que par le glacier du Tacul, barrant encore les eaux de fonte provenant du glacier de Leschaux qui forment alors un lac périglaciaire. À partir de 1500 av. J.-C., les crues glaciaires deviennent plus fréquentes et successivement plus intenses, notamment en 1500 av. J.-C., 700 av. J.-C., 500 et dans la seconde moitié du XIVe siècle, même si la période romaine et le Moyen Âge bénéficient de conditions plus clémentes,. Ce n'est toutefois que dans la deuxième partie du petit âge glaciaire que la Mer de Glace retrouve un volume qu'elle n'avait probablement plus atteint depuis 10 000 ans : d'après les témoignages historiques, son avancée du XVIIe siècle culmine en 1644 après avoir détruit les villages de Bonanay et du Châtelard et menacé de barrer le cours de l'Arve. Cette année-là, une procession est organisée au mois de juin par l'évêque de Genève, Charles-Auguste de Sales pour procéder à la bénédiction du glacier qui recule alors jusqu'en 1663. La moraine latérale droite correspondant à cette avancée est encore bien visible au niveau des Tines, tout comme l'un des plus grands blocs erratiques de la vallée, la pierre de Lisbolly. Plus tard, elle atteint à nouveau son maximum vers 1730, puis en 1825 et 1852, années où elle vient s'arrêter juste avant le village des Bois, laissant ici aussi une moraine frontale bien visible et un bloc erratique portant l'inscription 1825.

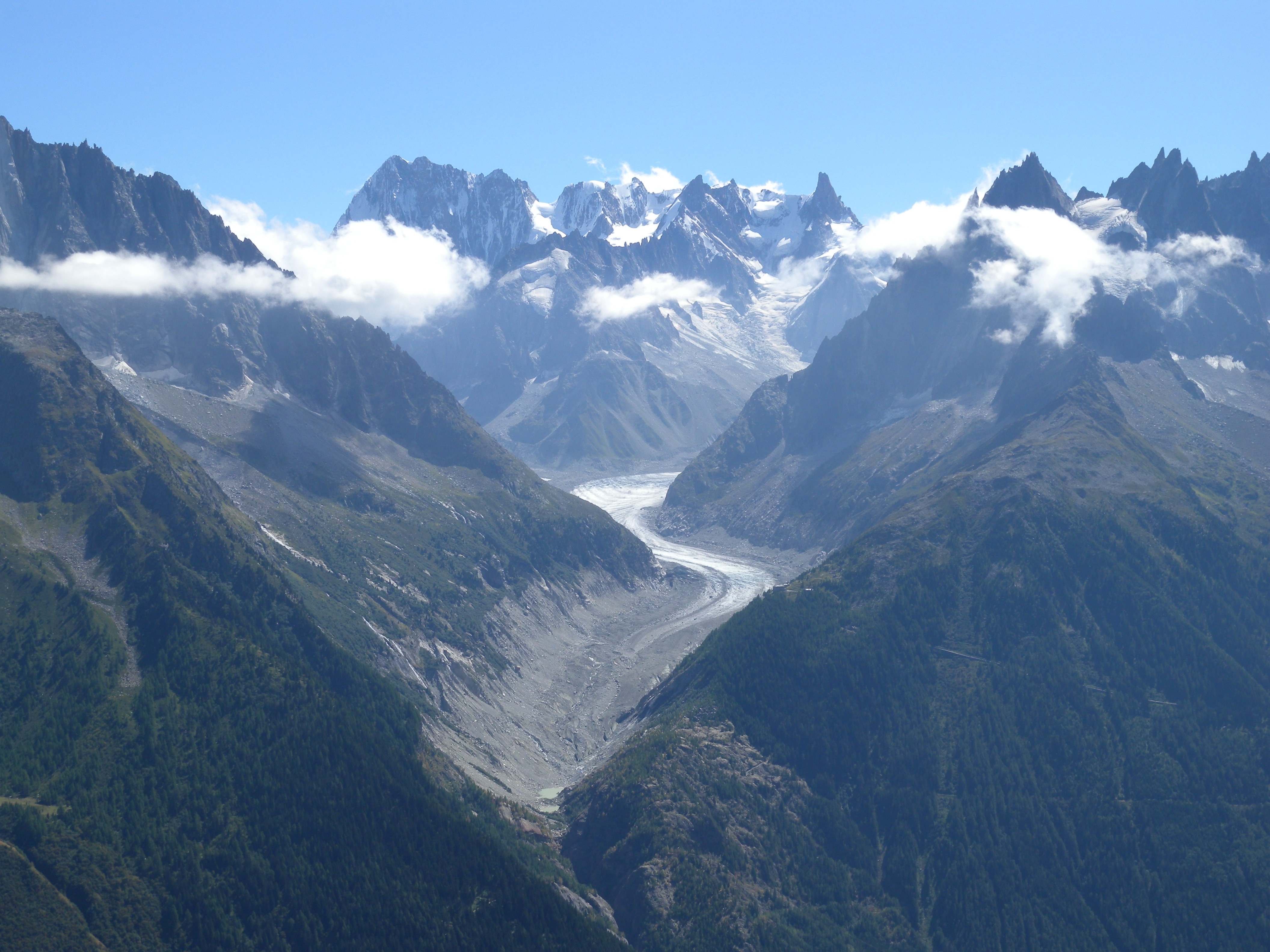
Vue de la Mer de Glace présentant des signes prononcés de retrait à la fin des années 2000, avec le Montenvers dans le quart inférieur droit ; le glacier est dominé en arrière-plan par le chaînon des Grandes Jorasses.

Depuis, le glacier a connu une phase générale de recul,, rapide vers 1870, 1910 et 1940-1960, et seulement interrompue par des avancées mineures vers 1890, 1920 et 1969-1988. Il n'est plus visible depuis la vallée depuis 1900. Lors de son dernier retrait, le glacier a laissé apparaître deux petits lacs étroits dans son ancien lit à partir de 1998 et de 2001. Au début du XXe siècle, l'accès au glacier est possible une quarantaine de mètres sous la gare d'arrivée du Montenvers. En un siècle, et malgré le téléphérique puis la télécabine, de plus en plus de marches ont été nécessaires, si bien qu'en 2015 430 marches supplémentaires sont nécessaires pour parvenir à la grotte.
Des mesures systématiques menées parallèlement au glacier des Bossons, au glacier d'Argentière et au glacier du Trient en Suisse à partir de 1860-1870 montrent que la Mer de Glace est, parmi ces quatre glaciers, celui où les crues ont le temps de réaction le plus lent, en raison de sa longueur. Il faut environ sept ans pour qu'un épaississement au niveau de Trélaporte se répercute aux Mottets. Au début des années 2000, le glacier perd en moyenne, chaque année, de quatre à six mètres d'épaisseur et une trentaine de mètres en longueur. La perte d'épaisseur est plus rapide en aval du glacier. Entre 1905 et 2005, la Mer de Glace a perdu 120 m d'épaisseur. Depuis 1830, elle a perdu 2,5 km de longueur et plus de 150 m d'épaisseur.

## Histoire

### Méconnaissance et crainte de la Mer de Glace

Représentation artistique du glacier des Bois et de la source de l'Arveyron par Jean-Antoine Linck.

Au XVIIe siècle, durant le petit âge glaciaire, des processions et exorcismes sont organisés afin de mettre fin à l'avancée du glacier des Bois qui menace les habitations de la vallée. À cette époque, l'Arveyron sort du glacier des Bois au niveau d'une imposante grotte naturelle, située dans sa langue terminale. Elle est appelée « grotte d'Arveyron » ou « caverne d'Arveyron ». Le premier à la décrire est Pierre Martel, en 1742. Elle est large de vingt à vingt-cinq mètres. Elle est peinte par Louis Albert Guislain Bacler d'Albe en 1785[réf. à confirmer] puis en 1818 depuis l'intérieur de la grotte[réf. à confirmer],. Cette dernière vue est une reproduction de la peinture de Samuel Grundmann réalisée avant 1803. Entre-temps, en 1787, Carl Ludwig Hackert réalise une aquarelle sur le sujet. En 1823 et 1826, Samuel Birmann produit un dessin et une gravure de la caverne. La voûte laisse paraître un abaissement sur un dessin de Pierre Lory en 1840. Elle s'écroule probablement en 1873,.
Jusqu'au début du XVIIIe siècle, le massif inspire de la crainte aux habitants de la vallée et le Montenvers est uniquement exploité pour ses alpages. Quelques troupeaux de vaches, parfois équipées de chaussettes pour éviter les glissades, sont conduits à travers la Mer de Glace, alors très épaisse et facile à franchir, vers la rive droite et d'autres alpages en contrebas de l'aiguille Verte et des Drus via un passage escarpé appelé Mauvais Pas ou Maupas. Les sommets ne sont parcourus que par quelques chasseurs de chamois et cristalliers. Toutefois, les glaciers de Savoie éveillent la curiosité de la bourgeoisie genevoise.

### Âge de l'exploration et débuts du tourisme

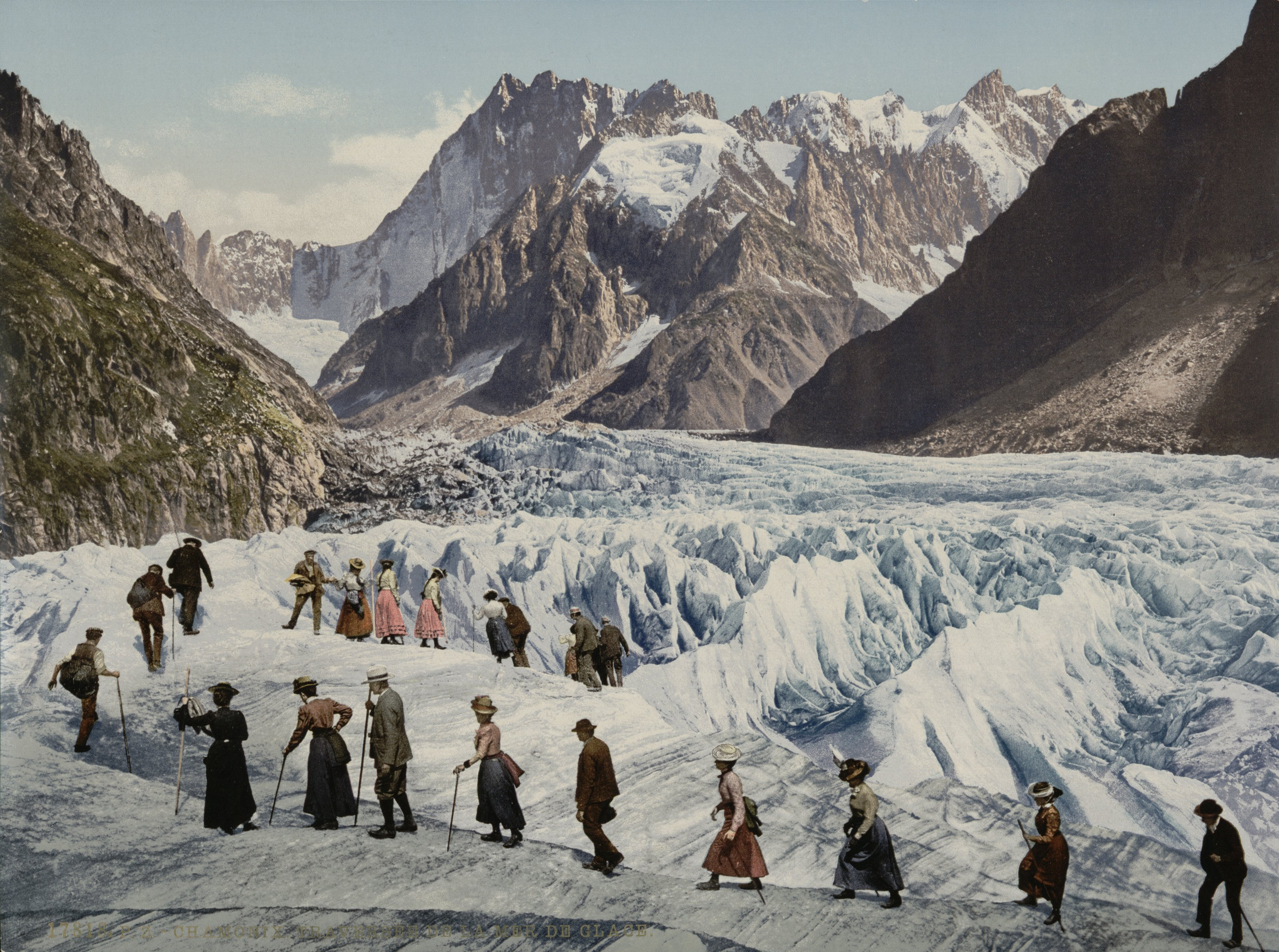
Photographie colorisée représentant la traversée de la Mer de Glace au début du XXe siècle.

En 1760, presque vingt ans après William Windham et Richard Pococke, le naturaliste suisse Horace Bénédict de Saussure se rend une première fois à Chamonix pour observer le massif du Mont-Blanc. Depuis le Montenvers, il se dit saisi d'« admiration et de terreur ». De son point de vue, la Mer de Glace est figée « non pas dans le moment de la tempête, mais à l'instant où le vent s'est calmé et où les vagues, quoique très hautes, sont émoussées et arrondies ». Saussure entreprend une douzaine de voyages dans la vallée mais, focalisé par la conquête du mont Blanc, il demande à l'écrivain et artiste suisse Marc-Théodore Bourrit, chantre à la cathédrale Saint-Pierre de Genève, de faire connaître le glacier. Il contribue à développer le tourisme. Ainsi, en 1775, une trentaine de personnes se rendent chaque jour aux abords du glacier ; elles sont 1 500 au cours de l'été 1783 selon Bourrit. Parmi les plus célèbres figurent Johann Wolfgang von Goethe en 1779, André Chénier en 1784, Jean-Pierre Claris de Florian en 1788 et Germaine de Staël en 1794. Les caravanes remplacent les guides comme Jacques Balmat et Jean-Michel Cachat dit « le Géant »,. Quelques touristes descendent sur le glacier et admirent les crevasses ; certains, plus intrépides, le traversent en compagnie de leurs guides et redescendent par l'autre rive en passant par le sentier escarpé du Chapeau. Toutefois, malgré les porteurs et l'aide des mulets dans le bas du sentier, il faut une journée complète pour effectuer l'aller-retour au Montenvers et le glacier des Bossons, plus proche, attire vers lui une partie des curieux. En 1820, le guide Marie Couttet, dit « Moutelet », décide d'aménager seul le haut du sentier,,. Après un an et demi de travaux, le Montenvers est rendu accessible à tous.

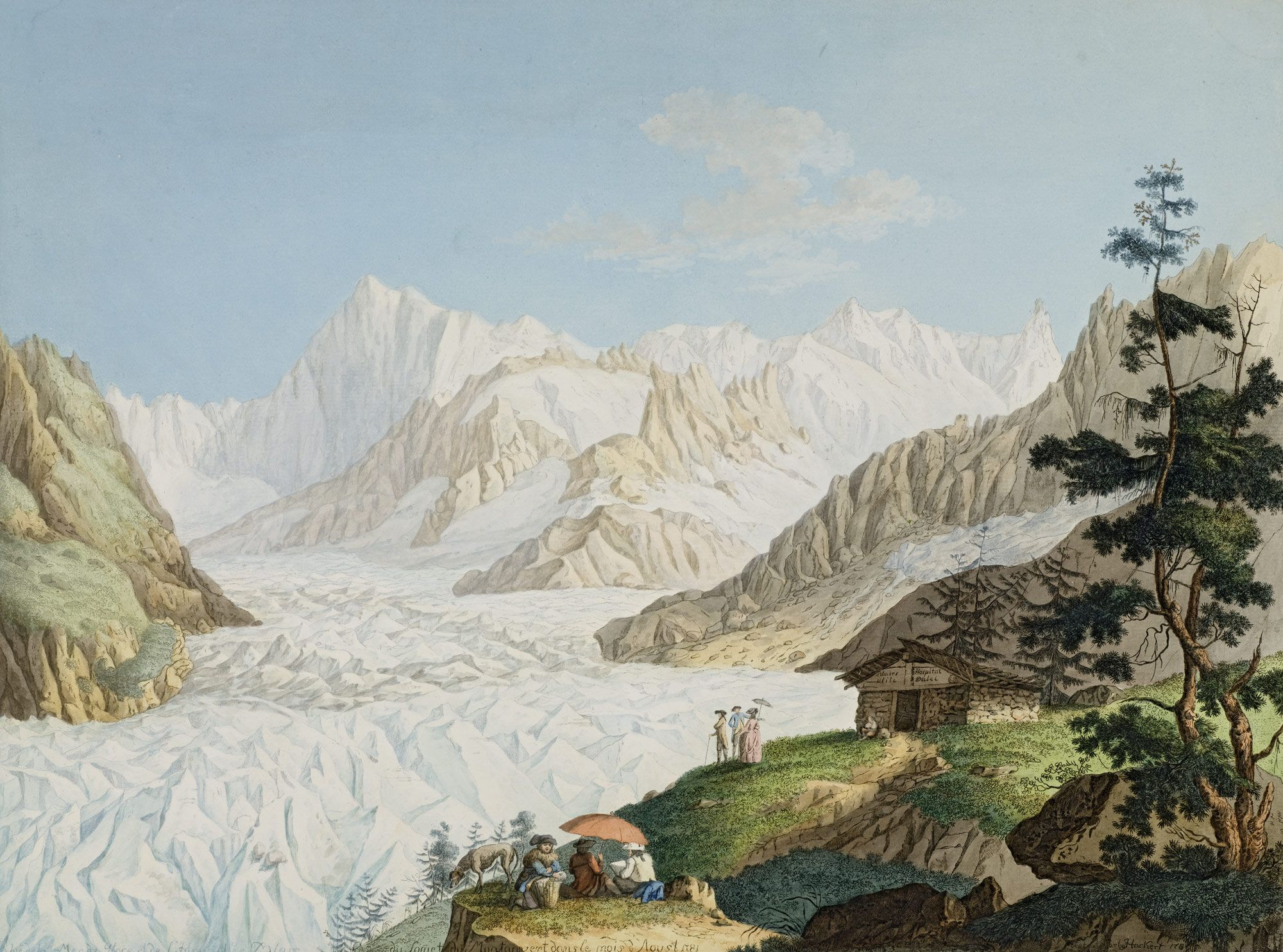
Vue de la Mer de Glace et de l'Hôpital de Blair du Sommet Montan Vert, Carl Ludwig Hackert (1781).

À la fin des années 1770, l'Anglais Charles Blair fait construire, pour quatre guinées, une cabane rustique munie d'un toit et d'une cheminée, afin de remplacer l'abri de berger, simple anfractuosité dans un rocher granitique fermée par un mur de pierres sèches, surnommé le « château de Montenvers ». Au-dessus de la porte de la cabane est inscrit « Blair's Hospital - Utile Dulci », c'est-à-dire « Hôpital de Blair - Utile et agréable »,. En 1793, Charles-Louis Huguet de Sémonville, ambassadeur à Constantinople, ayant souffert du manque de confort dans l'hospice lors de son séjour, charge Bourrit de la construction d'un refuge où l'on puisse dormir, manger et se soigner,. Sémonville étant fait prisonnier par les Autrichiens, Bourrit obtient de Félix Desportes, Français résident à Genève,,, la somme de 2 000 francs et un terrain gratuit de la part de la commune de Chamonix le 29 avril 1798. Les travaux mobilisent 57 personnes et sont terminés dans l'année. Baptisé « Temple de la Nature », il doit son nom à sa forme octogonale et à l'inscription sur son fronton : « À la nature par un ami de la liberté »,. En plus de lits et d'une table, il comporte un miroir, une cheminée et un livre d'or. Il est considéré comme l'ancêtre des refuges de montagne,. Pillé et vandalisé, il doit être restauré dès 1803, grâce au don de Louis-Gustave Doulcet de Pontécoulant, préfet de la Dyle à Bruxelles. En 1805, le refuge abrite François-René de Chateaubriand,, qui écrit :

« Lorsqu'on est sur la Mer de Glace, la surface, qui vous en paraissoit unie du haut du Montanvert, offre une multitude de pointes et d'anfractuosités. Ces pointes imitent les formes et les déchirures de la haute enceinte de rocs qui surplombent de toutes parts : c'est comme le relief en marbre blanc des montagnes environnantes […]. Les neiges du bas du glacier des Bois, mêlées à la poussière de granit, m'ont paru semblables à de la cendre ; on pourrait prendre la Mer de Glace, dans plusieurs endroits, pour des carrières de chaux et de plâtre ; ses crevasses seules offrent quelques teintes du prisme, et quand les couches de glace sont appuyées sur le roc, elles ressemblent à de gros verres de bouteille. »

— François-René de Chateaubriand, Voyages en Amérique, en Italie, etc. « Voyage au Mont-Blanc »

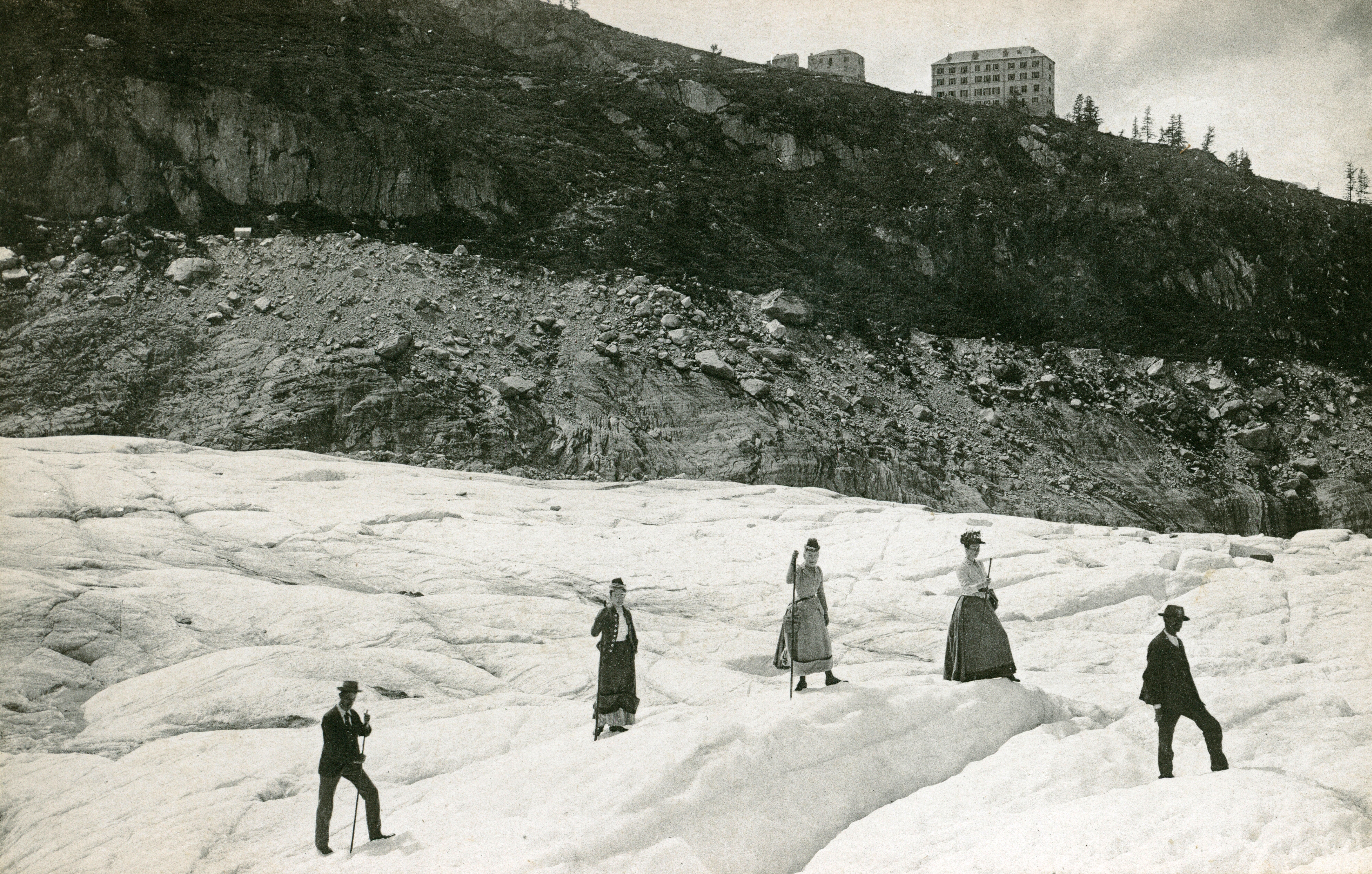
Photographie de touristes sur la Mer de Glace vers 1900 avec, de gauche à droite en arrière-plan, le Temple de la Nature, l'hôtel du Montenvers et le Grand Hôtel.

Suivent Joséphine de Beauharnais en 1810, mobilisant 68 guides et 8 porteurs, seulement un an après son divorce de Napoléon Ier, Marie-Louise d'Autriche en 1814 lors de l'exil de l'empereur sur l'île d'Elbe, Lord Byron, Percy Bysshe Shelley et sa future épouse Mary Godwin en 1816, Charles Nodier en 1824 puis en 1825 avec Victor Hugo, qui dit devoir la vie à son guide Michel Devouassoux, Alexandre Dumas en 1832, qui est saisi du mal de mer, John Ruskin en 1835, ou encore George Sand, Franz Liszt et Marie d'Agoult en 1836,. Devant l'afflux de touristes, la commune fait construire entre 1835 et 1840, à côté du Temple de la Nature, l'auberge du Montenvers,. Ouvrage maçonné comportant quatre chambres, une cuisine, une salle à manger et une cave, il accueille Charles Dickens en 1858, Louis Pasteur en 1860,, qui mène des expériences pour démonter la théorie de la génération spontanée, Napoléon III et l'impératrice Eugénie,, la même année à l'occasion de l'annexion de la Savoie, ainsi qu'Alphonse Daudet en 1882. Finalement, le Grand hôtel du Montenvers est bâti de 1877 à 1880, en pierre de taille. Il présente trois étages et une terrasse face aux Drus à l'est. L'intérieur est couvert de lambris en mélèze avec des salons de détente, le premier étage comporte une vingtaine de chambres pour la clientèle de luxe alors qu'au second se trouvent des chambres et dortoirs pour les alpinistes et les guides. Des soins peuvent leur être apportés en cas d'accident. Le Temple de la Nature est de nouveau restauré en 1923 et classé Monument historique. Le Grand hôtel est utilisé lors des tournages de Premier de cordée (1944), Les Étoiles de midi (1959), Les Tribulations d'un Chinois en Chine (1965) ou encore Mort d'un guide (1975).

### Études scientifiques

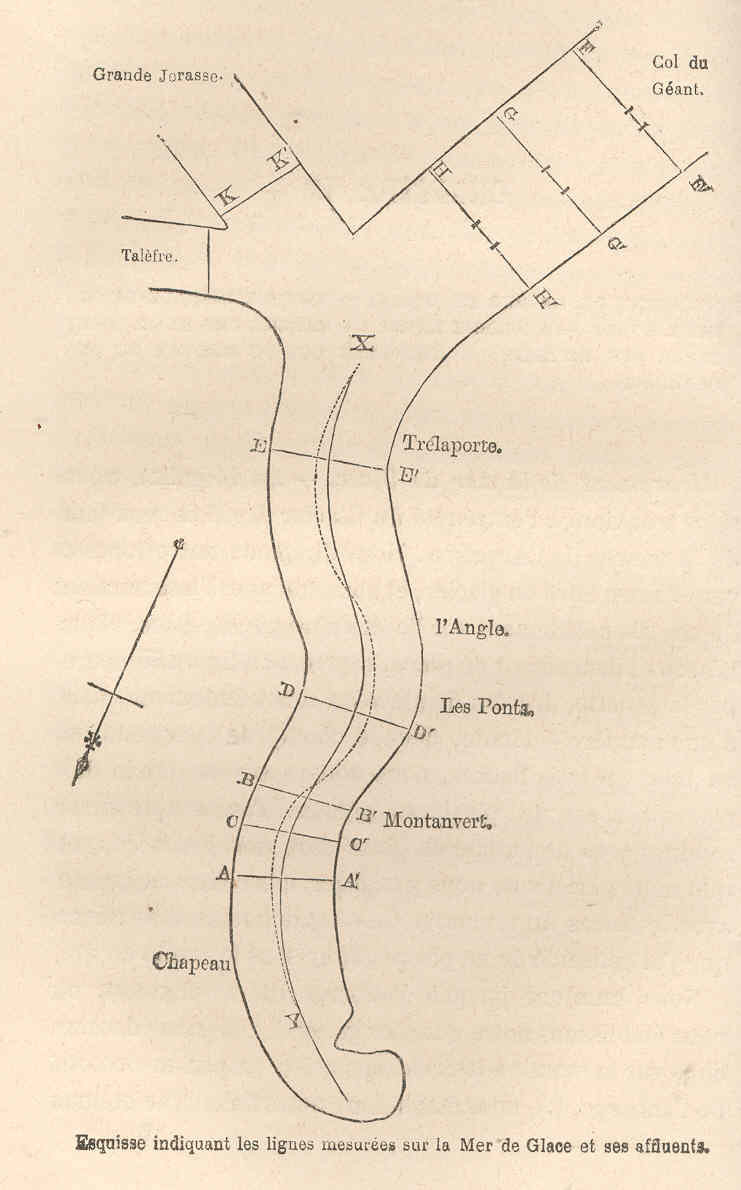
Schéma réalisé en 1876 par John Tyndall.

En 1840, Louis Rendu, alors chanoine, parvient grâce à son observation du glacier des Bois à émettre une théorie sur l'écoulement des glaciers,. Il constate que la glace s'adapte à la largeur de la vallée, ce qui entre en contradiction avec les connaissances de l'époque sur ses propriétés mécaniques, et que le centre du glacier avance plus rapidement que ses bords. En 1857, John Tyndall fait descendre une sonde à environ 50 mètres de profondeur dans un moulin dans l'espoir d'évaluer l'épaisseur du glacier. Si Venance Payot effectue dès 1860 des mesures d'évolution de la longueur, Joseph Vallot peaufine en 1890 la méthode toujours actuelle de suivi consistant, à partir des profils transversaux et de pierres peintes, à évaluer les variations d'épaisseur et de vitesse,. En 1897, Vallot descend dans un ancien moulin, suivi la même année d'Émile Fontaine, qui atteint 55 mètres de profondeur, record qu'il conserve jusqu'à ce que Janot Lamberton et Jean-Marc Boivin, en 1986, s'enfoncent jusqu'à 110 mètres de profondeur,.

### Développement des infrastructures et du tourisme de masse

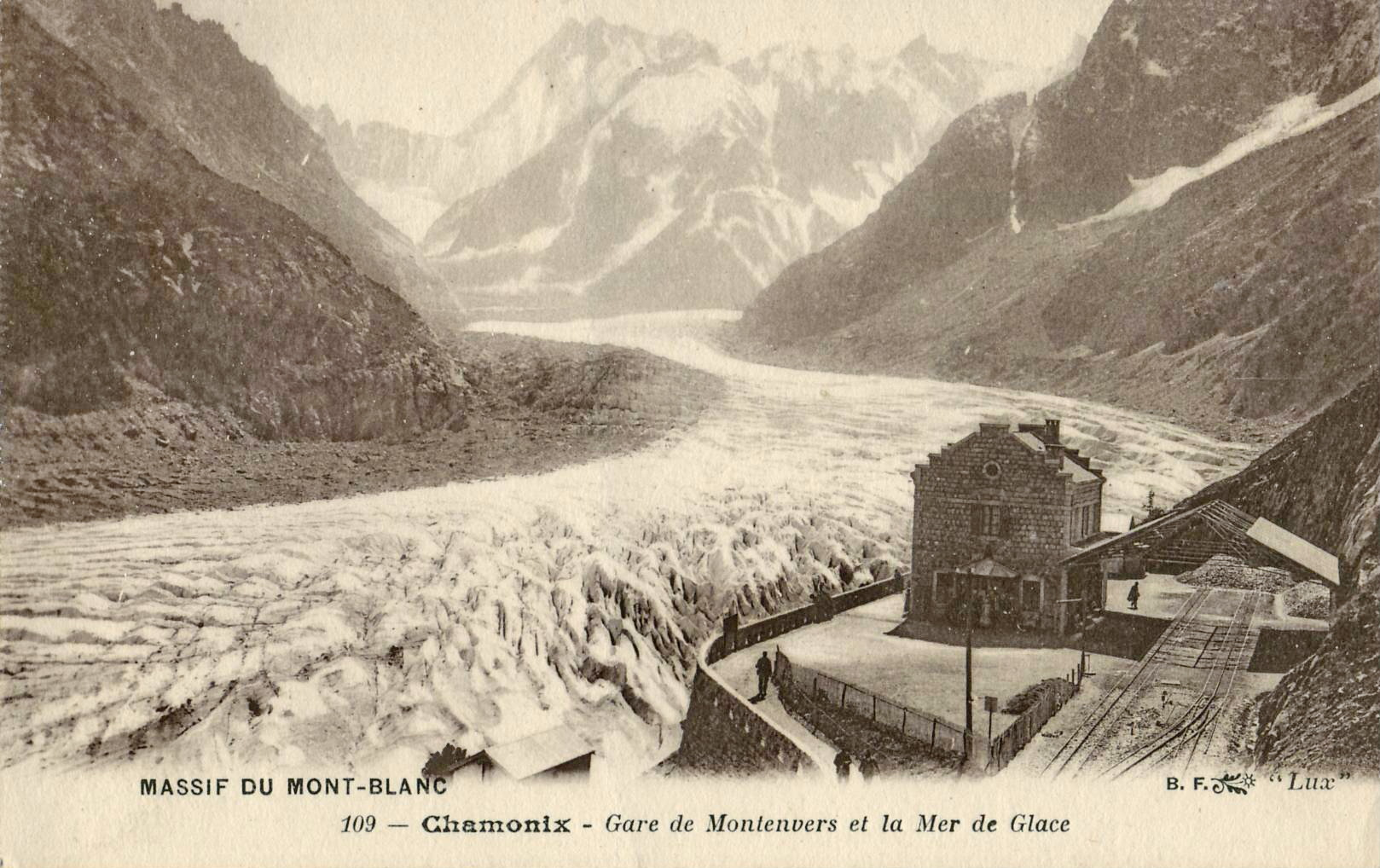
Vue de la gare amont du Montenvers et de la Mer de Glace vers 1910.

Dès 1877, Charles Henri Durier a l'idée de construire un chemin de fer à crémaillère jusqu'au Montenvers, à l'instar de celui né six ans auparavant au Rigi, en Suisse. Toutefois, la commune de Chamonix est hostile au projet. En effet, il soulève d'importantes protestations de la part des habitants qui y voient une entrave à l'économie locale des guides et accompagnateurs, ainsi qu'à l'image de pureté de la Mer de Glace. En 1892, un consortium franco-suisse dépose finalement une demande de concession, avec l'idée de faire passer le tronçon inférieur de la ligne le long de la route départementale menant au Fayet, la décision relevant ainsi du conseil général de la Haute-Savoie. L'avis favorable est rendu l'année suivante et la convention est obtenue le 6 mars 1897,. Le début des travaux est retardé jusqu'en 1906, en raison du décès de plusieurs associés mais l'acheminement d'une partie des matériaux est ainsi facilité par l'arrivée dans la vallée de la ligne de la Compagnie des chemins de fer de Paris à Lyon et à la Méditerranée. Les ouvriers, en grande majorité italiens, travaillent durant trois ans. La ligne, inaugurée le 29 mai 1909, mesure un peu plus de cinq kilomètres pour un dénivelé de 871 mètres et une pente maximale de 22 %,, comporte deux tunnels et deux viaducs, celui des Bois et celui du Montenvers, d'une longueur de 152 mètres avec onze arches. C'est une voie métrique à système Strub avec un rayon de courbe minimal de 80 mètres disposant de deux évitements, aux Planards et à Caillet. Le trajet nécessite cinquante minutes, à la vitesse moyenne de 7-8 km/h de la locomotive à vapeur. L'ouvrage reçoit la visite du président de la République française Armand Fallières le 7 septembre 1910. L'affluence est de 32 000 personnes la première saison, 50 000 avant la Première Guerre mondiale et passe à 192 000 personnes en 1949. En 1954, après l'électrification de la ligne,, elle bondit à 500 000 personnes par an, alors que le temps de parcours est réduit à vingt minutes,. Des travaux de sécurisation successifs permettent, à partir de 1992, d'exploiter la ligne toute l'année.

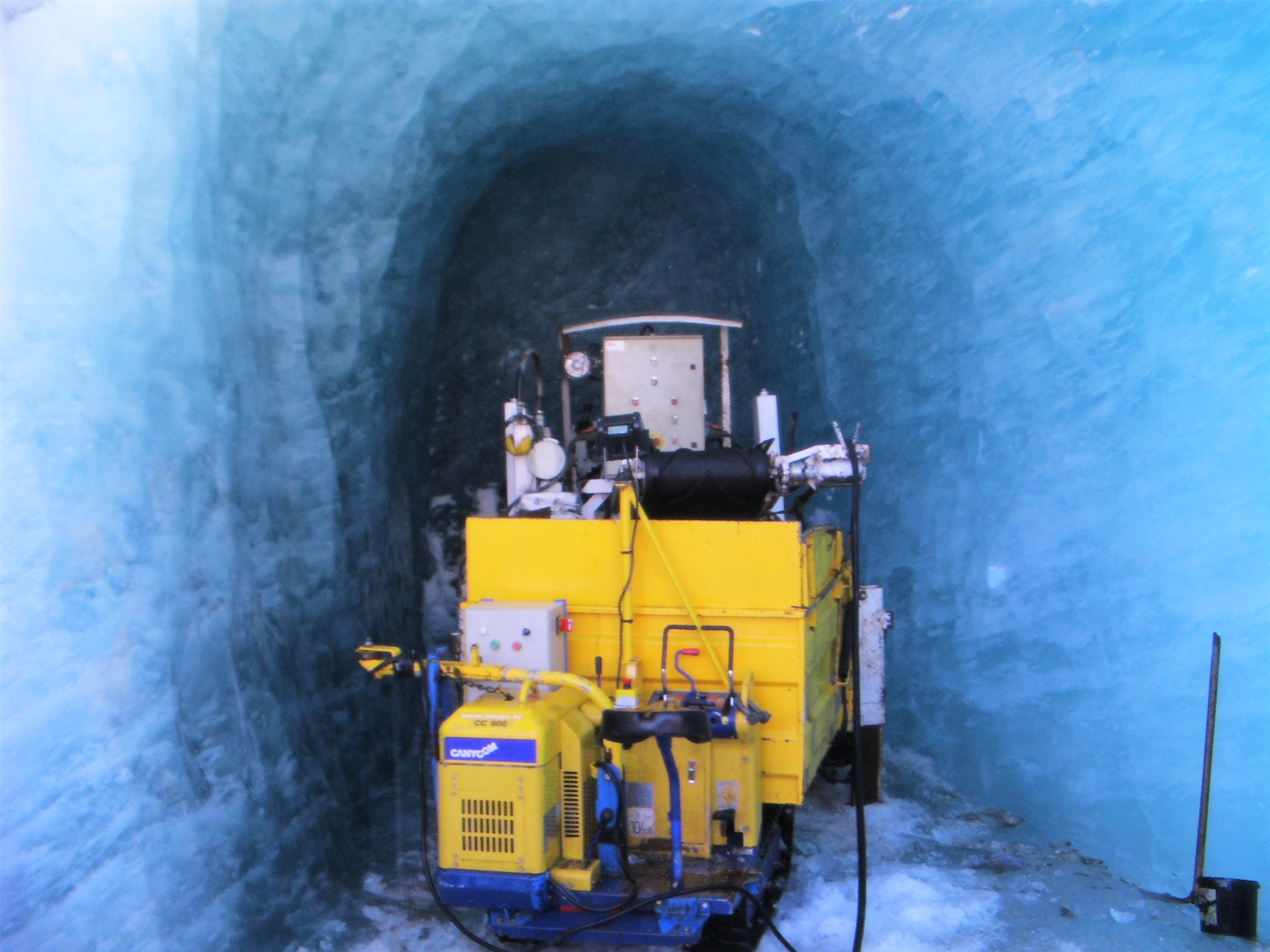
Vue d'un engin de forage dans la grotte de glace.

L'idée de créer une grotte de glace ouverte aux touristes, sous le Montenvers, revient à Georges Claret, en 1946,, alors qu'il travaille au captage de la centrale électrique des Bois. Il est inspiré par celle qui existe depuis 1865 au glacier des Bossons (et qui est abandonnée en 1994). Avec Charles Simond, ils creusent à la pioche une galerie de cinquante mètres de longueur environ. Avec l'avancée du glacier, ils ramifient la grotte au fur et à mesure et créent des salles. Rejoints par Roger Charles, ils établissent une version définitive en 1953, présentant des sculptures et un mobilier de glace à vingt mètres sous la surface. L'attraction a un tel succès que le sentier d'accès à la grotte depuis la gare est rapidement engorgé. En 1960, un téléphérique de 350 mètres de long est construit par Câbles et Monorails Ets Mancini pour déposer les touristes au plus près de la grotte ; il est ouvert l'année suivante. Il dispose d'une cabine en forme de funiculaire d'une capacité de 45 places permettant un débit de 450 personnes par heure. Elle est réaménagée en 1972 afin d'augmenter sa capacité à 70 places. En 1977,, Jean-Marie Claret succède à son père et mécanise le percement de la grotte,. Dans les années 1980, le niveau du glacier remonte brièvement et menace la gare aval du téléphérique. En 1987, une passerelle s'effondre et trois des trente personnes entraînées dans la chute meurent. Le remplacement par une télécabine est décidé ; elle ouvre en juillet de l'année suivante. Elle est dotée de huit cabines CWA de treize places chacune permettant un débit de 1 200 personnes par heure dans chaque sens, capacité réduite de moitié en période hivernale.
Une première évaluation visant à produire de l'électricité par le biais d'une conduite captant les eaux de la Mer de Glace, du glacier d'Argentière et du glacier du Tour est menée avant la Seconde Guerre mondiale. Une seconde, qui aurait concerné le glacier d'Argentière, la Mer de Glace, le glacier des Bossons et le glacier de Taconnaz, est menée dans les années 1950. Elles sont abandonnées en raison des contraintes techniques liées à l'épaisseur de glace, jusque-là sous-estimée. Après le lancement du projet d'Émosson, un ouvrage hydroélectrique indépendant voit le jour à la Mer de Glace en 1973, après trois ans de travaux : un captage sous-glaciaire est effectué à 1 490 mètres d'altitude puis l'eau est conduite par une galerie d'amenée souterraine jusqu'à la turbine hydraulique de la centrale des Bois, également enterrée pour des raisons environnementales, à 1 075 mètres d'altitude. Toutefois, en 2009, le captage se retrouve libre de glace puis obstrué par les moraines en raison du recul du glacier. Un captage provisoire est installé près de sa langue terminale. Finalement, au printemps 2011, après un an et demi de recherches pour trouver le torrent sous-glaciaire, un nouveau captage est installé sous cent mètres de glace, à 1 560 mètres d'altitude, par le biais d'une galerie de dérivation d'un kilomètre de longueur,,.

## Activités

### Tourisme
L'accès à la Mer de Glace s'effectue pour la majorité des visiteurs en tant que « touristes » par le chemin de fer à crémaillère du Montenvers, l'intérêt de la crémaillère étant d'aider le train à monter ou descendre les pentes importantes sans patiner ou glisser. Le train électrique actuel a un aspect analogue au tramway du Mont-Blanc. Il effectue le trajet en vingt minutes, à une vitesse de 14  à   20 km/h, la pente variant de 11  à   22 %. Grâce à lui, jusqu'à 10 000 personnes par jour et 950 000 par an affluent au Montenvers afin de profiter du panorama. La grotte de glace attire pour sa part jusqu'à 5 000 personnes par jour qui viennent y contempler les sculptures éphémères et découvrir les animations sonores et lumineuses,. Avec la diminution du glacier, il faut désormais franchir 400 marches entre la gare aval de la télécabine et la grotte. Le déplacement de la grotte sur un site plus en amont de la Mer de Glace, avec l'éventuel percement d'un tunnel d'accès dans la roche et la réhabilitation des aménagements existants, est envisagé,,. Au Montenvers, il est également possible, en été, de découvrir le Glaciorium, qui fait découvrir la formation et l'évolution passée et future de la Mer de Glace. Situé à l'arrière du Grand hôtel, il remplace depuis 2012 l'ancien musée de la faune alpine. Le Temple de la Nature peut être visité ; il présente l'histoire du site avec des scènes d'époque. Le musée des cristaux, à proximité de la gare, présente des minéraux essentiellement extraits du massif du Mont-Blanc.
Chaque année depuis les années 1990, à la fin de l'été, une opération de nettoyage du glacier est effectuée par des bénévoles, initiée par la mairie de Chamonix-Mont-Blanc et reconduite, notamment, par le Club alpin français.

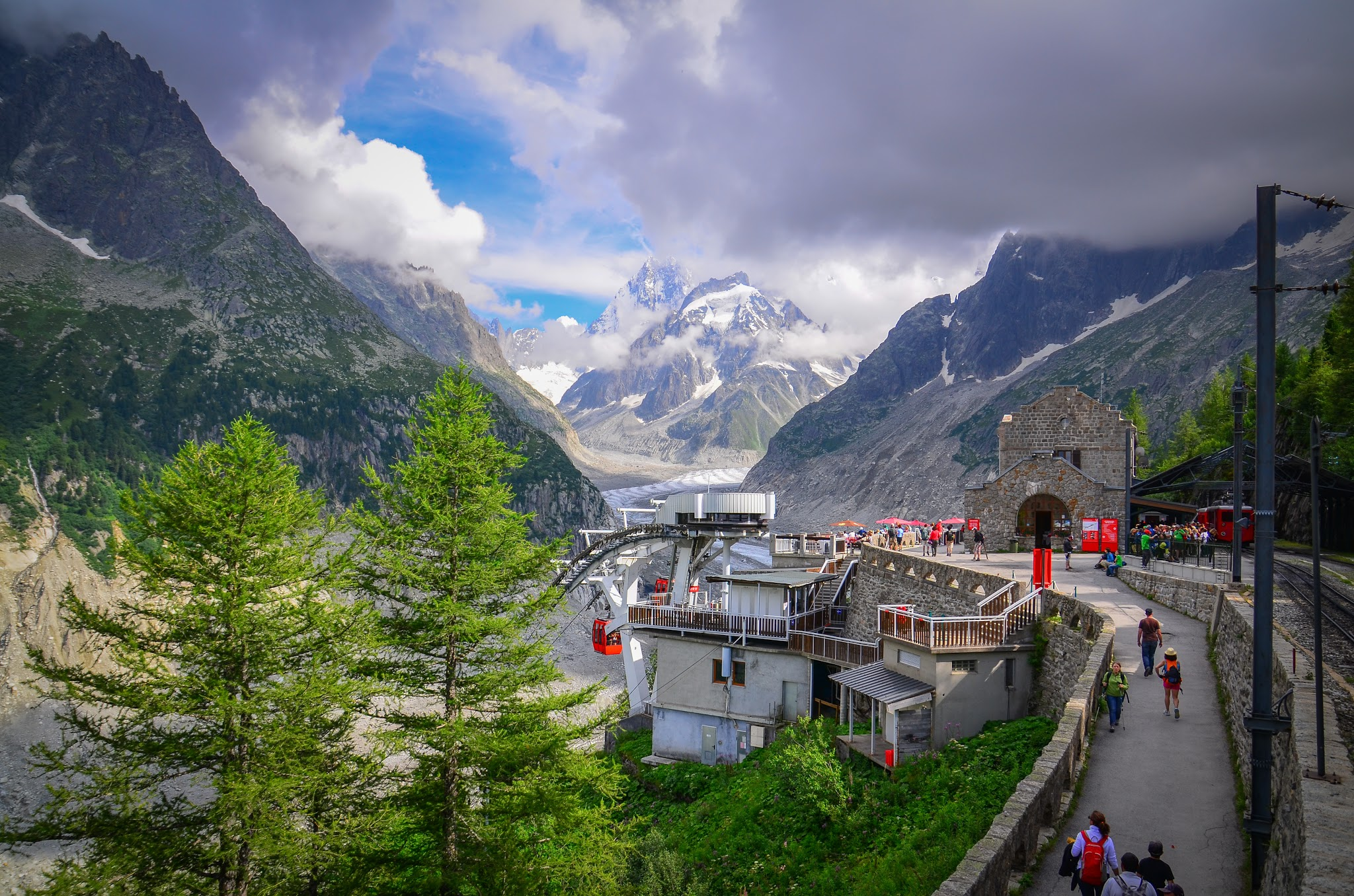
Vue de la gare d'arrivée du chemin de fer du Montenvers.
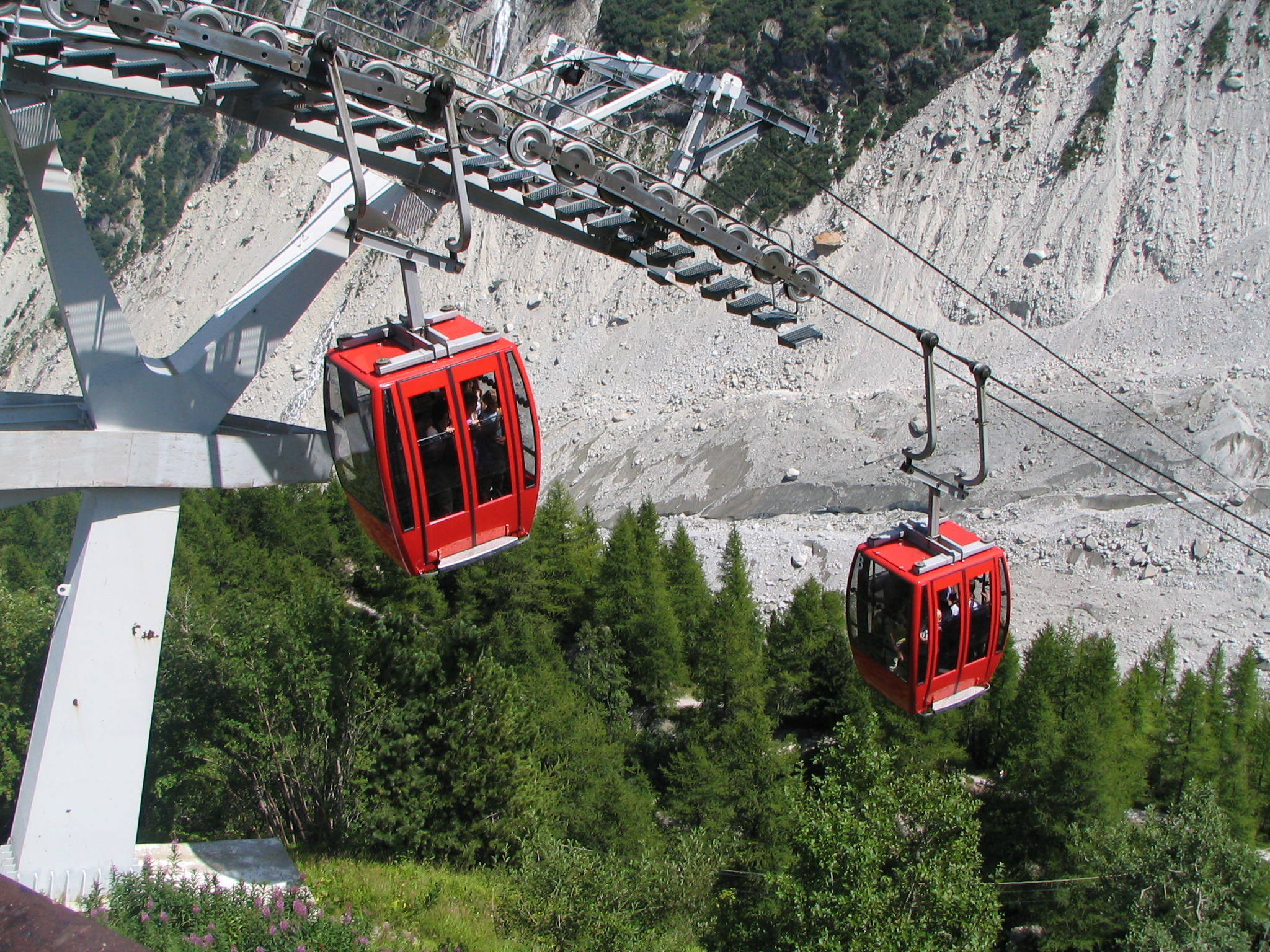
Vue en 2009 de la télécabine menant à la grotte de glace.
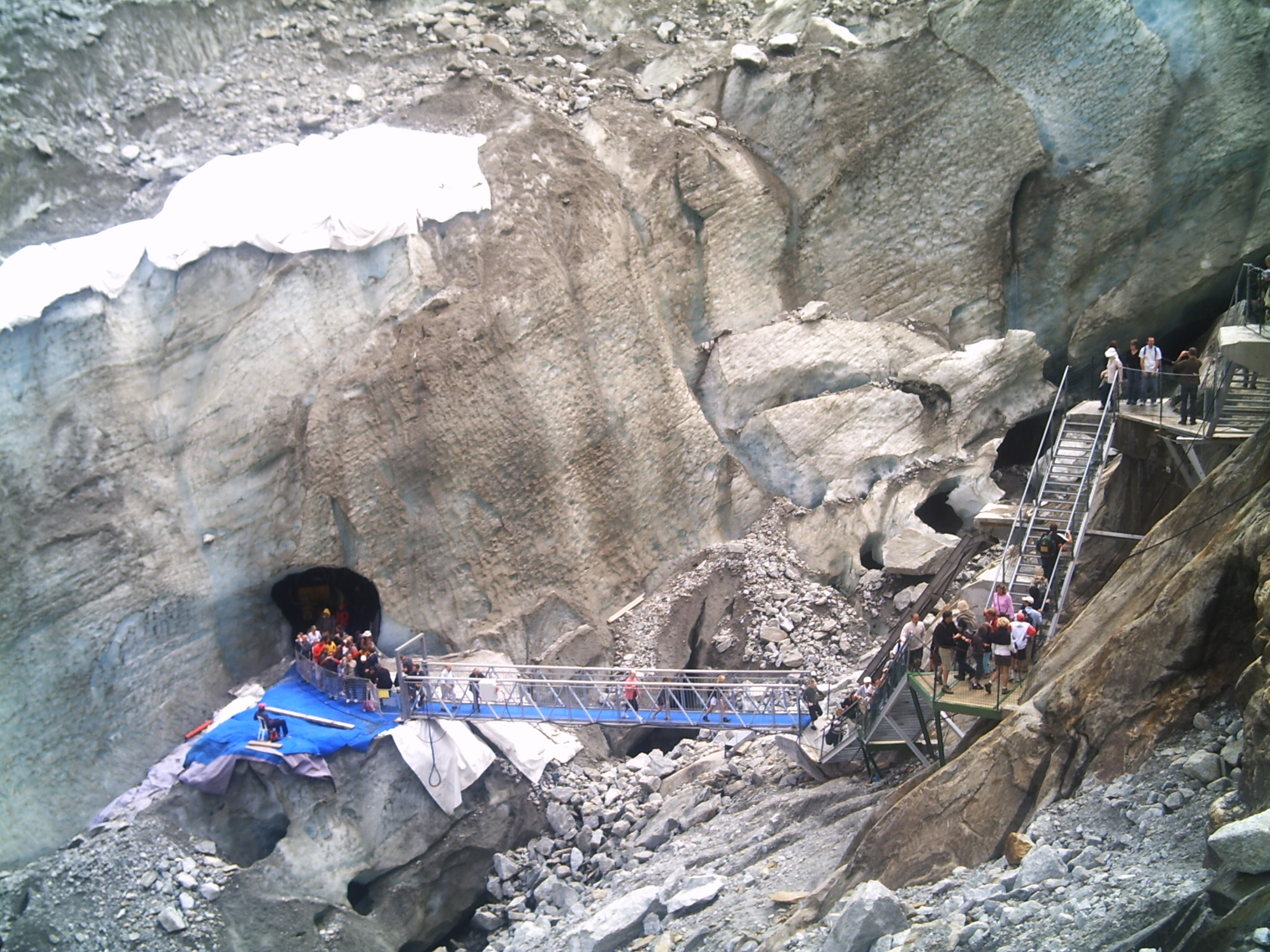
Vue de l'entrée de la grotte de glace protégée par une bâche.
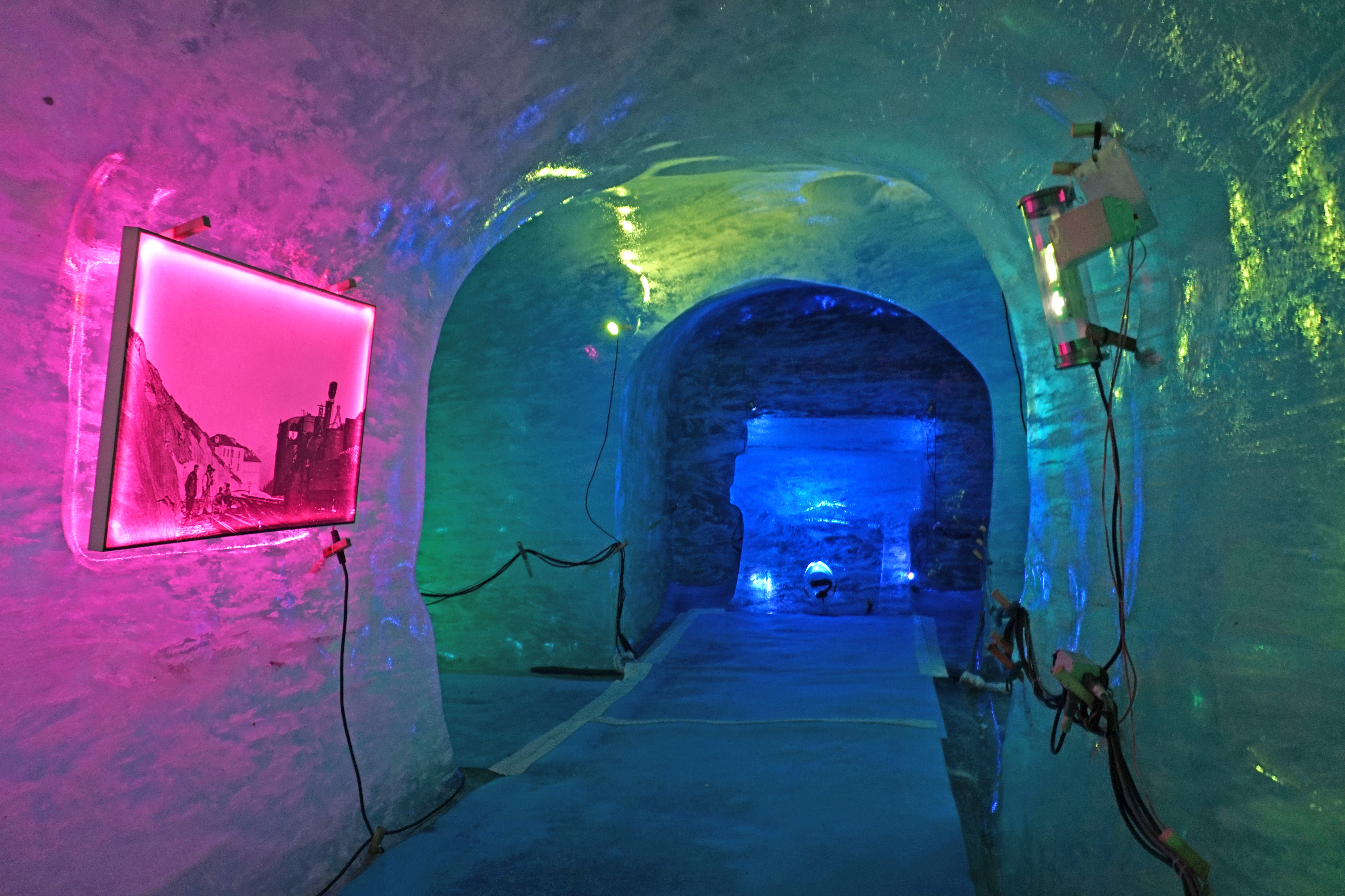
Vue de l'intérieur de la grotte de glace.
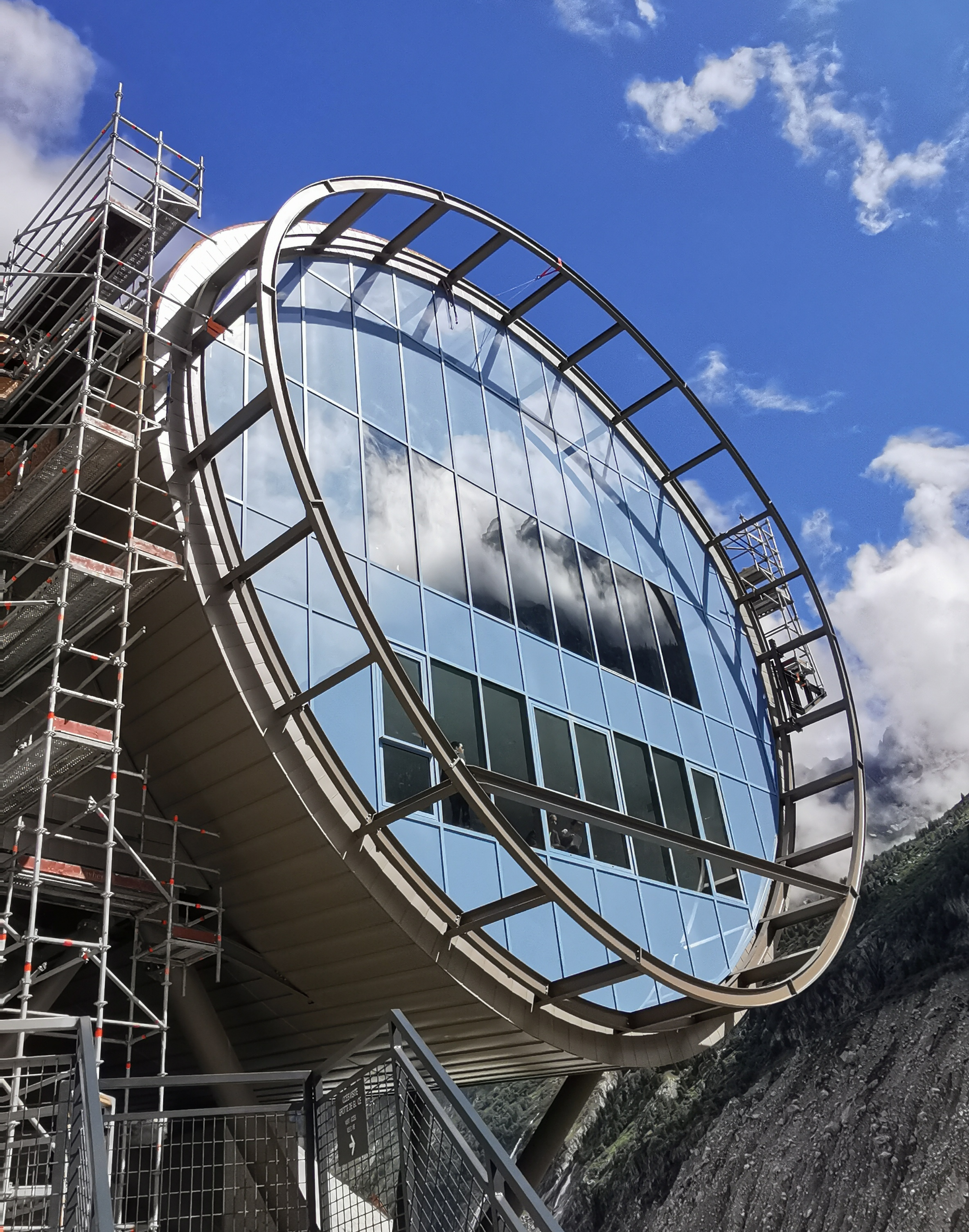
La gare aval de la nouvelle télécabine de la Mer de Glace.

#### Randonnée pédestre

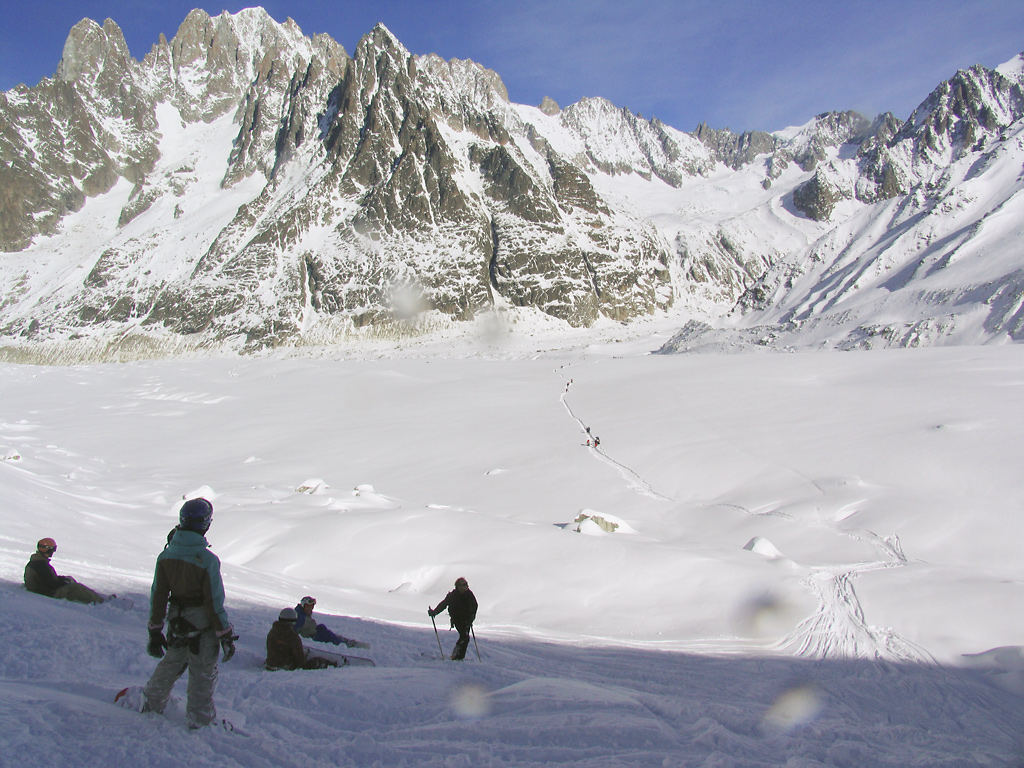
Vue de snowboardeurs et d'un skieur évoluant sur l'itinéraire de la Vallée Blanche au niveau de la jonction entre le glacier du Tacul (premier plan à droite) et le glacier de Leschaux (arrière-plan), face au chaînon des Drus et de l'aiguille Verte (coin supérieur gauche).

L'été, de nombreux randonneurs viennent depuis la plate-forme intermédiaire du téléphérique de l'Aiguille du Midi (Plan de l'Aiguille) pour rejoindre la Mer de Glace ou depuis les Grands Montets pour emprunter ensuite l'escalier puis la télécabine d'accès au train. La remontée de la Mer de Glace depuis le Montenvers fait partie de l'itinéraire normal d'accès à plusieurs refuges de haute montagne du massif du Mont-Blanc : refuges de Leschaux, de la Charpoua et du Couvercle en rive droite, du Requin et de l'Envers des Aiguilles en rive gauche. L'itinéraire des balcons de la Mer de Glace permet aux débutants de s'initier au monde de l'altitude.

#### Alpinisme
Dans la vallée de Chamonix, la Mer de Glace constitue l'un des sites privilégiés pour la formation à la marche en crampons et aux techniques d'escalade sur glace (école de glace) en vue de courses en montagne ou de randonnées glaciaires. Elle est aussi le point de départ de nombreuses ascensions comme la classique traversée Grépon-Mer de Glace.
En 2022, les alpinistes français Frédéric Dégoulet et Benjamin Ribeyre réussissent le premier tour du bassin versant géographique de la Mer de Glace. Ils bouclent leur UTMG (Ultra Traversée de la Mer de Glace) en neuf jours (96 heures effectives) pour quelque 55 kilomètres de course en arête. Lors de cette aventure ils sont vraisemblablement les derniers à avoir dormi dans le bivouac de la Fourche avant son écroulement.

#### Ski de randonnée et ski hors-piste
La Mer de Glace est aussi le point de départ ou d'arrivée d'itinéraires en ski de randonnée (remontée de la Vallée Blanche, pointe Isabella, pointe des Papillons, etc.) ou en ski hors-piste (descente depuis l'aiguille des Grands Montets par le pas de Chèvre, couloir dit « Rectiligne », etc.). Elle se parcourt également à ski en partant de l'arrivée du téléphérique de l'Aiguille du Midi par l'itinéraire de la Vallée Blanche. Si l'enneigement est suffisant, les skieurs arrivant sur le glacier rejoignent le rocher des Mottets qui donne accès au chemin Sortie Vallée Blanche assurant la jonction à ski avec Chamonix ; si l'enneigement n'est pas suffisant pour continuer à ski au-delà de la Mer de Glace, les skieurs peuvent rejoindre le chemin de fer du Montenvers.

### Hydroélectricité
La centrale hydroélectrique des Bois possède au total plus de 3 500 mètres de conduite, dont un puits vertical blindé de pratiquement 300 mètres. Elle produit 115 millions de kWh d'électricité par an, soit la consommation de 50 000 habitants. Le débit maximum, en été, est de 15 m3 par seconde. L'excédent est rejeté directement dans l'Arveyron dans la gorge du Mauvais Pas, alors que l'eau turbinée est menée par une conduite forcée et un canal de fuite jusqu'à la rivière aux Bois. Malgré les pièges à cailloux, le sable charrié provoque une usure telle qu'il est nécessaire de changer la turbine hydraulique tous les ans,,. Un téléphérique construit par EDF au début des années 1960 permet d'accéder à l'entrée de la prise d'eau, sous les rochers des Mottets, à 1 415 mètres d'altitude. L'accès à la conduite s'effectue par un kilomètre de galerie large et horizontale puis un escalier raide et étroit de 320 marches. La centrale à proprement parler, vaste salle de 36 mètres de long par 20 mètres de large et 20 mètres de haut, est située à 500 mètres du bâtiment d'entrée. Un transformateur fournit l'électricité sous une tension de 63 kilovolts. L'essentiel de la production est réalisé de mai à octobre, en période de fonte ; la maintenance a lieu préférentiellement en hiver,.

## Dans la culture
C'est à la Mer de Glace, au chapitre IX du roman Frankenstein ou le Prométhée moderne publié par Mary Shelley en 1818, que Victor rencontre pour la première fois le monstre auquel il a donné vie, deux ans après sa création. Victor est interrogé par le monstre sur le sens de sa création et l'origine de la vie. Lors de leur deuxième rencontre, au même lieu, il se voit demander par le monstre de lui créer une compagne, celui-ci promettant de disparaître à tout jamais avec elle vers des contrées inhabitées, à la limite du monde ; comprenant que sa créature est condamnée à la solitude, il accepte.

Dans la pièce de théâtre d'Eugène Labiche, Le Voyage de monsieur Perrichon (1860), monsieur Perrichon, carrossier très aisé, se retire des affaires et, pour l'occasion, emmène sa femme et sa fille en voyage sur le mont Blanc. Il écrit sur le livre d'or de son hôtel : 

« Que l'homme est petit quand on le contemple du haut de la mère de Glace ! »

— Acte 2, scène 7
Dans Le Port de la Mer de Glace, l'auteur présente, sur le registre comique, l'aventure de compères faisant l'escalade, par des moyens non conventionnels, de la face nord des Drus.